# Dario Verani
Dario Verani (Cecina, 1 de enero de 1995) es un deportista italiano que compite en natación, en la modalidad de aguas abiertas.
Ganó una medalla de oro en el Campeonato Mundial de Natación de 2022 y dos medallas en el Campeonato Europeo de Natación, en los años 2021 y 2024.

## Palmarés internacional
| Campeonato Mundial | Campeonato Mundial | Campeonato Mundial | Campeonato Mundial |
| Año                | Lugar              | Medalla            | Prueba             |
| ------------------ | ------------------ | ------------------ | ------------------ |
| 2022               | Budapest (Hungría) | Medalla de oro     | 25 km              |
| Campeonato Europeo |                    |                    |                    |
| Año                | Lugar              | Medalla            | Prueba             |
| 2021               | Budapest (Hungría) | Medalla de bronce  | 5 km               |
| 2024               | Belgrado (Serbia)  | Medalla de oro     | 25 km              |